# Coupe du monde de tir à l'arc en salle de 2011
Navigation
Édition suivante
La coupe du monde de tir à l'arc en salle de 2011 est la première édition annuelle de la coupe du monde en salle organisée par la World Archery Federation (WA). Elle regroupe des compétitions individuelles dans les catégories d'arc classique et arc à poulies.

## Calendrier
| Étape  | Date                     | Lieu            |
| ------ | ------------------------ | --------------- |
| 1re    | du 21 au 23 janvier 2011 | Nîmes (FRA)     |
| 2e     | 11 février 2011          | Las Vegas (USA) |
| Finale | 12 février 2011          | Las Vegas (USA) |

## Format de compétition
Deux compétitions de qualification ont lieu entre janvier et février pour chacune des catégories et les meilleurs archers sont qualifiés pour les finales en février à Las Vegas. Toutes les épreuves se déroulent en intérieur avec des cibles se situant à 18 m.
La première étape des qualifications se déroule à Nîmes du 21 au 23 janvier 2011, les archers seront classés selon leur classement final.
La deuxième étape des qualifications se déroule à Las Vegas du 11 au 12 février 2011.
Les 16 premiers archers de chaque catégorie suivant leur total de points, seront qualifiés pour la finale à Las Vegas le 12 février 2011.

## Résultats
Au 12 février 2011, voici le classement pour chaque catégories :
| Épreuves                      | Or                          | Argent                   | Bronze              |
| ----------------------------- | --------------------------- | ------------------------ | ------------------- |
| Individuelle classique hommes | Michele Frangilli (ITA)     | Jake Kaminski (USA)      | Thomas Aubert (FRA) |
| Individuelle classique femmes | Louise Klinge Laursen (DEN) | Naomi Folkard (GBR)      | Karine Ranson (FRA) |
| Individuelle poulies hommes   | Reo Wilde (USA)             | Braden Gellenthien (USA) | Martin Damsbo (DEN) |
| Individuelle poulies femmes   | Albina Loginova (RUS)       | Gladys Willems (BEL)     | Yumiko Honda (JPN)  |